# Kaan Kücüksari
Kaan Kücüksari, född 18 juli 2003, är en svensk schackspelare och internationell mästare. Han är i september 2023 bland de 100 bästa juniorerna (U20) i världen.

## Karriär
Kücüksari erhöll sin första schacktitel, FIDE-mästare 2017 endast 14 år gammal. 
År 2022 vann Kücüksari två IM-normer, genom att vinna IM-turneringen i Manhems schackvecka och LASK Schackstudions IM-tävling. I båda tävlingarna slutade han över flera internationellt spelstarka spelare och i Manhem fick han normen med två ronder kvar. 
I november 2022 erhöll Kücüksari IM-titeln från världsschackförbundet (FIDE)  Senare samma månad vann Kücüksari Uppsala Young Champions, en internationell junior tävling, där han återigen besegrade flera spelstarka juniorer från Sverige och Europa. 
I september 2022 nådde Kücüksari topp 100 listan över världens bästa juniorer. I juli 2023 var han rankad som nummer 44:a, vilket är den högsta rankingen hittills.